# Dialog (software)
Dialog é um aplicativo usado em shell scripts que cria widgets (menus, avisos, barras de progresso, etc) em modo texto (CLI). Ele usa a biblioteca curses ou a ncurses. Versões posteriores provêem aos usuários a possibilidade de usar o mouse, isto é, em um xterm.
Dialog foi criado por Savio Lam (primeira versão reportada [0.3] em 1994).
Ele foi posteriormente modificado por várias pessoas. Desde 1999 tem sido mantido (e re-escrito) por  Thomas Dickey. Ao menos um fork existe, somente para FreeBSD em 1994.
Existem vários programas inspirados no dialog; nem todos capazes de ler os mesmos scripts.
Os mais conhecidos são/foram:  Xdialog, whiptail, gdialog (completamente reescrito e renascido como Zenity).